# Toyota Sprinter Marino
Toyota Sprinter Marino – легковий автомобіль сегмента C, що випускався під японською маркою Toyota з травня 1992 року по червень 1998 року. Це був 4-дверний седан із жорстким дахом із центральними стійками, прихованими за вікнами. Його двійником була Corolla Ceres, яка відрізнялася лише решіткою радіатора та фарами.
Його приводили в дію бензинові двигуни R4 DOHC: 1.5 5A-FE (105 к.с.), 1.6 4A-FE (115 к.с.) і 1.6 4A-GE (160 к.с.). Крутний момент передавався на передню вісь через 4-ступінчасту автоматичну або 5- чи 6-ступінчасту механічну коробку передач.